# Salyan (Kaski)
Salyan (trl. Salyān, trb. Saljan) – gaun wikas samiti w zachodniej części Nepalu w strefie Gandaki w dystrykcie Kaski. Według nepalskiego spisu powszechnego z 2001 roku liczył on 806 gospodarstw domowych i 4121 mieszkańców (2143 kobiet i 1978 mężczyzn).